# Rubus pringlei
Rubus pringlei är en rosväxtart som beskrevs av Per Axel Rydberg. Rubus pringlei ingår i släktet rubusar, och familjen rosväxter. Inga underarter finns listade i Catalogue of Life.